# Hans-Peter Hauptmann

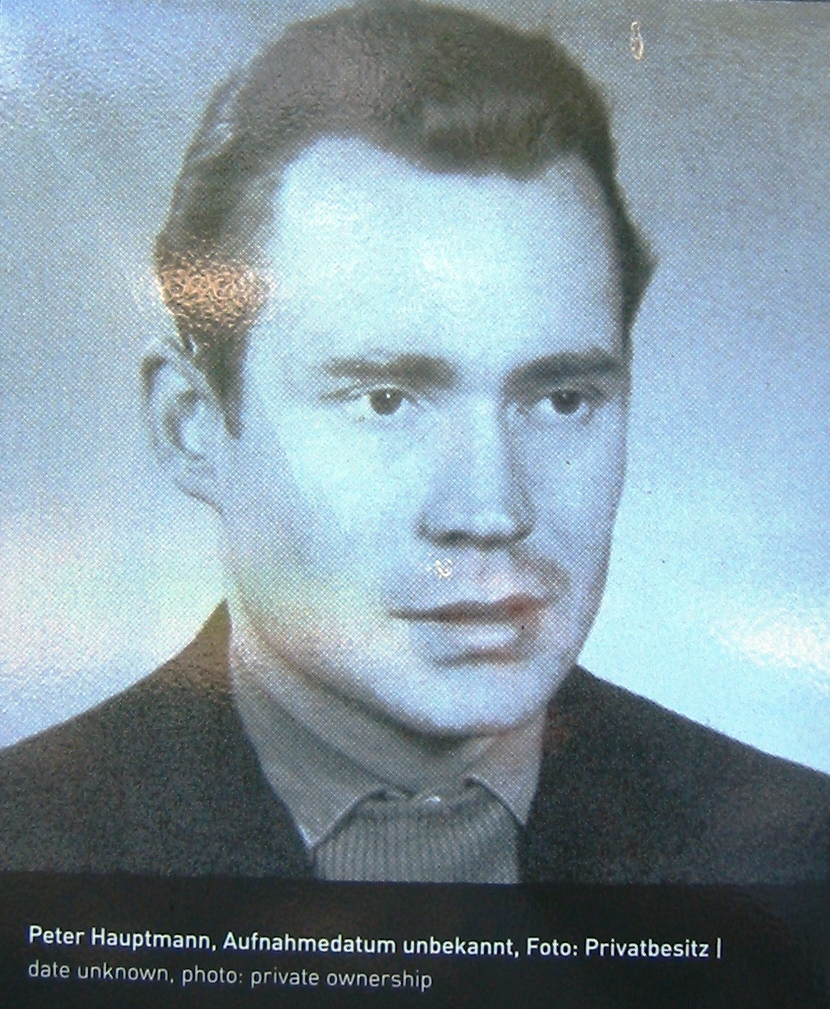
Hans-Peter Hauptmann

Hans-Peter Hauptmann (* 20. März 1939 in Gittersee; † 3. Mai 1965 in Berlin) war ein Todesopfer an der Berliner Mauer. Bei einem Streit mit Angehörigen der Grenztruppen der DDR vor seinem grenznahen Haus wurde er am 25. April 1965 angeschossen. Den Verletzungen erlag er am 3. Mai 1965 im Klinikum Berlin-Buch.

## Leben
Hans-Peter Hauptmann wurde 1939 in  Gittersee bei Dresden geboren. Nach Anstellungen bei der Bereitschaftspolizei und der Volkspolizei arbeitete er schließlich beim Zoll der DDR, bis er nach einem Vorfall mit Grenzsoldaten entlassen wurde. Zusammen mit seiner Ehefrau und den vier Kindern lebte er in unmittelbarer Grenznähe in der Stahnsdorfer Straße in Potsdam-Babelsberg. Daher wurde er beim Verlassen des Hauses und der Rückkehr häufig von Grenzposten kontrolliert. Bei einer dieser Kontrollen drohte er dem Grenzer Schläge an, wurde vorübergehend festgenommen und aus dem Zolldienst entlassen. Anschließend arbeitete er in wechselnden Berufen.
Am 24. April 1965 lernte er in einer Kneipe zwei Seeleute auf Hauptstadtbesuch kennen. Gemeinsam gingen sie nach dem Schließen der Kneipe mit einer Flasche Schnaps zu Hauptmanns Wohnung. Dabei passierten sie einen Hans-Peter Hauptmann bekannten Posten, der ihnen erlaubte, trotz fehlendem Passierschein bis zum Postenwechsel um 3 Uhr morgens in die Wohnung zu gehen. Sie kehrten allerdings erst nach dem Postenwechsel zurück, worauf der neue Posten die beiden Seeleute vor den Augen von Hans-Peter Hauptmann festnahm. Er begab sich zu seinen Bekannten, wurde aufgefordert sich auszuweisen und drehte daher um. Als ihn der Grenzposten zum Halt aufforderte, ging Hans-Peter Hauptmann auf diesen zu, schnappte sich den Lauf der AK-47 und begann eine Rangelei mit dem Grenzer, in deren Verlauf der Grenzer zwei Gewehrsalven abschoss. Getroffen ging Hans-Peter Hauptmann zu Boden. Die Grenzer warteten nicht auf den bestellten Krankenwagen und brachten Hauptmann mit einem Militär-Lkw ins Armeelazarett Potsdam-Drewitz, wo er notoperiert und am 28. April ins Klinikum Berlin-Buch verlegt wurde. Bei einer weiteren Operation wurde ihm eine Niere entfernt. Am Versagen der zweiten Niere starb er am 3. Mai 1965.
Seine Frau erstattete gegen die Grenzsoldaten Anzeige wegen fahrlässiger Tötung, die jedoch nicht verfolgt wurde. Nach der deutschen Wiedervereinigung nahm die Staatsanwaltschaft Berlin 1993 Ermittlungen auf, die sie mit dem Ergebnis Notwehr einstellte. Insgesamt trafen sechs Schüsse den Toten: Drei in die Oberarme und zwei streiften die Unterarme. Der tödliche Schuss traf ihn von hinten in den Rücken.